# 2013 au Belize
Chronologie du Belize
- 2009
- 2010
- 2011
- 2012
- 2013
- 2014
- 2015
- 2016
- 2017

Cet article présente les faits marquants de l'année 2013 au Belize.

## Gouvernement
- Monarque : Élisabeth II
- Gouverneur général : Colville Young
- Premier ministre : Dean Barrow
- Vice-premier ministre : Gaspar Vega
- Ministre de l’Économie : Dean Barrow
- Ministre des Affaires Étrangères : Wilfred Elrington
- Chef de l'opposition : Francis Fonseca

## Statistiques
- x

## Évènements

### Non daté
- Fondation du :
  - parti politique social-démocrate Belize People's Front (en) ;
  - John Paul II Junior College à Benque Viejo Del Carmen, dans le district de Cayo[1].
- Mise en place d'un standard pour la commercialisation du butane. Lors d'une enquête de 2011, il avait été dévoilé que les fournisseurs livraient des bouteilles essentiellement remplies de propane au lieu d'un mélange de 60 % de propane et de 40 % de butane comme prévu. Les bouteilles hors normes présentent ainsi un mélange qui brûle beaucoup plus vite, ce qui pousse les consommateurs à acheter plus de bouteilles[2].

### Janvier
- 13 janvier : recherché par la police bélizienne comme « personne d'intérêt » dans le cadre d'une enquête pour meurtre depuis novembre 2012, John McAfee s'est réfugié à Portland, en Oregon[3].
- 15 janvier : la demeure de Said Musa, ancien premier ministre, est la cible d'une fusillade[4].

### Février
- x

### Mars
- x

### Avril
- x

### Mai
- le site archéologique Maya Nohmul est en partie détruit par une entreprise. Les pierres et le gravier composant la grande pyramide ont été concassés et réutilisés pour la construction d'une route[5].

### Juin
- Saison cyclonique 2013 dans l'océan Atlantique nord
- 17 juin : la tempête tropicale Barry atteint les côtes béliziennes.

### Juillet
- 12 juillet : 8e édition du Belize International Film Festival (en)[6].

### Août
- 24 août : Amber Rivero est couronnée Miss Earth Belize[7].

### Septembre
- 21 septembre : Fête nationale.

### Octobre
- 31 octobre : mort d'April, la femelle Tapir de Baird (Tapirus bairdii), célébrité du zoo du Belize[8].

### Novembre
- x

### Décembre
- 12 décembre : des pluies importantes provoquent des inondations dans les rues de Belize City[9].

## Sport
- Tournoi d'ouverture du championnat du Belize de football 2013
- Tournoi de clôture du championnat du Belize de football 2013
- Copa Centroamericana 2013

## Décès
- x